# Anerpa
Anerpa – rodzaj chrząszczy z rodziny kózkowatych i podrodziny zgrzypikowych.

## Zasięg występowania
Przedstawiciele tego rodzaju występują w Azji Południowo-Wschodniej.

## Systematyka
Do Anerpa należą 2 gatunki:
- Anerpa carinulata
- Anerpa steinkeae